# Randall Leal
Randall Leal (14 januari 1997) is een Costa Ricaans professioneel voetballer. Randall staat onder contract bij Deportivo Saprissa.

## Statistieken
| Seizoen         | Club                 | Competitie          | Competitie | Competitie | Play-offs | Play-offs | Beker | Beker | Totaal | Totaal |
| Seizoen         | Club                 | Competitie          | Wed.       | Dlp.       | Wed.      | Dlp.      | Wed.  | Dlp.  | Wed.   | Dlp.   |
| --------------- | -------------------- | ------------------- | ---------- | ---------- | --------- | --------- | ----- | ----- | ------ | ------ |
| 2013-2014       | Belén Siglo XXI      | Primera División    | 18         | 1          | —         | —         | 0     | 0     | 18     | 1      |
| 2014-2015       | Belén Siglo XXI      | Primera División    | 5          | 1          | —         | —         | 0     | 0     | 5      | 1      |
| 2014-2015       | KV Mechelen          | Jupiler Pro League  | 0          | 0          | 0         | 0         | 0     | 0     | 0      | 0      |
| 2015-2016       | KV Mechelen          | Jupiler Pro League  | 7          | 0          | 4         | 0         | 0     | 0     | 11     | 0      |
| 2016-2017       | KV Mechelen          | Jupiler Pro League  | 1          | 0          | 5         | 0         | 0     | 0     | 6      | 0      |
| 2017-2018       | KV Mechelen          | Jupiler Pro League  | 1          | 0          | —         | —         | 1     | 0     | 2      | 0      |
| 2018-2019       | Deportivo Saprissa   | Primera División    | 26         | 4          | —         | —         | 0     | 0     | 26     | 4      |
| 2019-2020       | Deportivo Saprissa   | Primera División    | 19         | 4          | —         | —         | 0     | 0     | 19     | 4      |
| 2020            | Nashville SC         | Major League Soccer | 24         | 4          | —         | —         | 0     | 0     | 24     | 4      |
| 2021            | Nashville SC         | Major League Soccer | 33         | 8          | —         | —         | 0     | 0     | 33     | 8      |
| 2022            | Nashville SC         | Major League Soccer | 29         | 2          | —         | —         | 1     | 0     | 30     | 2      |
| 2023            | Nashville SC         | Major League Soccer | 19         | 3          | —         | —         | 2     | 0     | 21     | 3      |
| 2023            | → Huntsville City FC | MLS Next Pro        | 1          | 0          | —         | —         | 0     | 0     | 1      | 0      |
| 2024            | Nashville SC         | Major League Soccer | 1          | 0          | —         | —         | 0     | 0     | 1      | 0      |
| Carrière totaal | Carrière totaal      | Carrière totaal     | 184        | 27         | 9         | 0         | 4     | 0     | 197    | 27     |

Bron: Statistieken op soccerway.com